# Bušovice
Bušovice är en ort i Tjeckien.   Den ligger i regionen Plzeň, i den västra delen av landet, 70 km sydväst om huvudstaden Prag. Bušovice ligger 375 meter över havet och antalet invånare är 502.
Terrängen runt Bušovice är platt västerut, men österut är den kuperad. Runt Bušovice är det tätbefolkat, med 411 invånare per kvadratkilometer. Närmaste större samhälle är Plzeň, 12,5 km väster om Bušovice. I omgivningarna runt Bušovice växer i huvudsak blandskog.